# Continental Airlines
Continental Airlines és una aerolínia dels Estats Units. Les seves oficines principals estan a Houston, Texas. L'aerolínia opera a l'Aeroport Intercontinental George Bush, Aeroport Internacional Llibertat de Newark, Aeroport Internacional Hopkins de Cleveland, Ohio, i Aeroport Internacional Antonio B. Won Pat, operant a destinacions d'Amèrica Central, Àsia, Oceania, el Carib, Europa, Amèrica del Sud i Israel.

## Història
Fundada el 15 de juliol de 1934 com Varney Speed Lines (pel nom d'un dels primers propietaris, Walter T. Varney) va iniciar els seus serveis amb una línia de correu i passatgers entre El Paso i Pueblo, Colorado amb avions Lockheed Vega. Posteriorment es va establir un servei amb Denver però va haver de ser cancel·lat per resultar poc rendible. L'any 1930 Varney Speed va ser comprada per l'antecessor de United Airlines, de la que Walter T. Varney també va ser fundador, patint una reorganització el 1934 i canviant el seu nom a Varney Air Transport i a Continental Airlines el 8 de juliol de 1937.
Al 1943 la xarxa de la companyia ja s'havia estès per Kansas, Nou Mèxic, Oklahoma i Texas, aconseguint la línia entre Tulsa i Kansas City l'any 1952 i comprant Pioneer Airlines a finals de 1954. L'1 de maig de 1957 inauguraria la línia entre Chicago i Los Angeles, via Kansas City, el que va marcar el seu pas a la primera categoria de les aerolínies americanes del moment. Continental va iniciar les seves operacions amb avions de reacció el 8 de juny de 1959 amb un Boeing 707-124 i durant els anys 60 i principis dels 70 va realitzar molts vols xàrter per a transport militar, el que va fer que fundés, com a subsidiaria de propietat exclusiva, Continental Air Services l'1 de setembre de 1965.
El 13 de setembre de 2004, Continental Airlines va esdevenir membre de SkyTeam Alliance juntament amb Northwest/KLM i Czech Airlines (CSA) on va estar fins al 24 d'octubre de 2009. El 27 d'octubre d'aquell mateix any s'uneix a l'aliança Star alliance de la que encara és membre.

## Flota
Durant la seva història Continental Airlines ha utilitzat diferents tipus d'aeronaus.
| Fabricant                | Model            | Any d'incorporació |
| ------------------------ | ---------------- | ------------------ |
| Lockheed                 | Vega             | 1934               |
| Douglas                  | DC-7             | 1957               |
| Vickers-Armstrongs       | Vickers Viscount | 1958               |
| Boeing                   | Boeing 707-124   | 1959               |
| Douglas Aircraft Company | DC-6             |                    |
| Douglas Aircraft Company | DC-7             |                    |
| Douglas Aircraft Company | DC-9             | 1966               |
| Vickers-Armstrongs       | Vickers Viscount |                    |
| Boeing                   | Boeing 727       | 1967               |
| Boeing                   | Boeing 747       | 1970               |
| McDonnell Douglas        | DC-10            | 1972               |